# Opera Wiedeńska
Wiedeńska Opera Państwowa (niem. Wiener Staatsoper) – opera znajdująca się w Wiedniu.
Gmach ten był pierwszym ukończonym budynkiem przy Ringu. 25 maja 1869 wystawienie opery „Don Giovanni” Mozarta rozpoczęło działalność sceny operowej. Gmach, w stylu neorenesansowym, spotkał się początkowo z nieprzychylną reakcją wiedeńczyków. Podobno fakt ten uznaje się za przyczynę popełnienia samobójstwa przez jednego z architektów budynku Eduarda van der Nülla.  Jednakże zniszczenie tego budynku w wyniku bombardowań w 1945 roku uznano za symboliczny cios zadany miastu. 5 listopada 1955 wystawienie „Fidelia” Beethovena zainaugurowało powojenną działalność Opery, która zyskała całkowicie nową widownię oraz scenę wyposażoną w najnowocześniejsze rozwiązania techniczne.

## Ważne elementy budynku
- Wielka klatka schodowa – wykonana z marmuru, prowadzi na pierwsze piętro; ozdobiona figurami siedmiu sztuk wyzwolonych dłuta Josefa Gassera oraz malarskimi alegoriami oper i baletu.
- foyer Schwinda – ozdobione scenami z różnych utworów operowych; znajduje się tu również popiersie Jana Kiepury.
- Sala Herbaciana – zorganizowana na potrzeby Franciszka Józefa I, który wraz z orszakiem zwykł spędzać antrakty w tym urokliwym, ozdobionym jedwabnymi tkaninami z inicjałami cesarza pomieszczeniu.

## Galeria

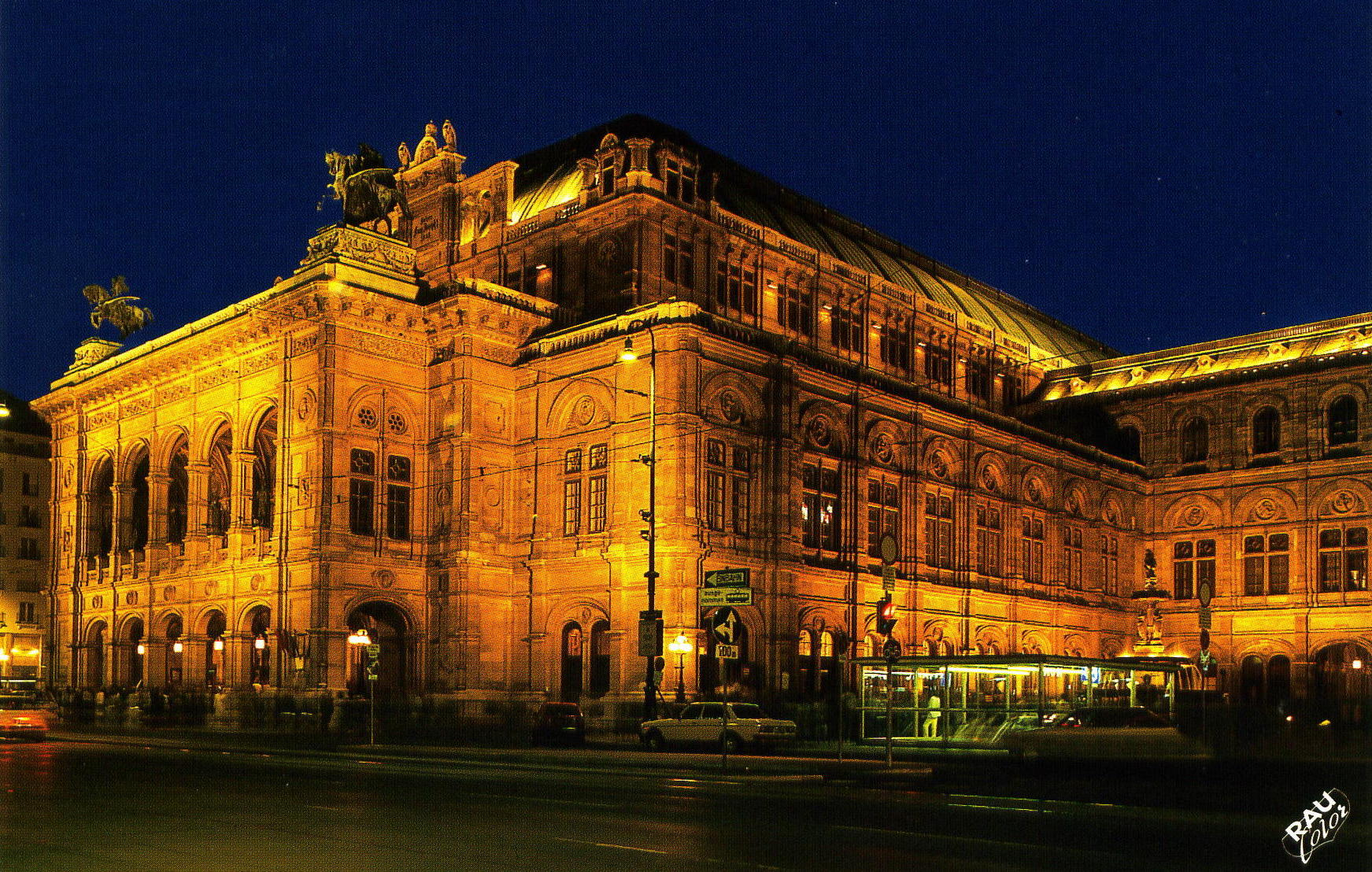
Wiedeńska Opera Państwowa nocą
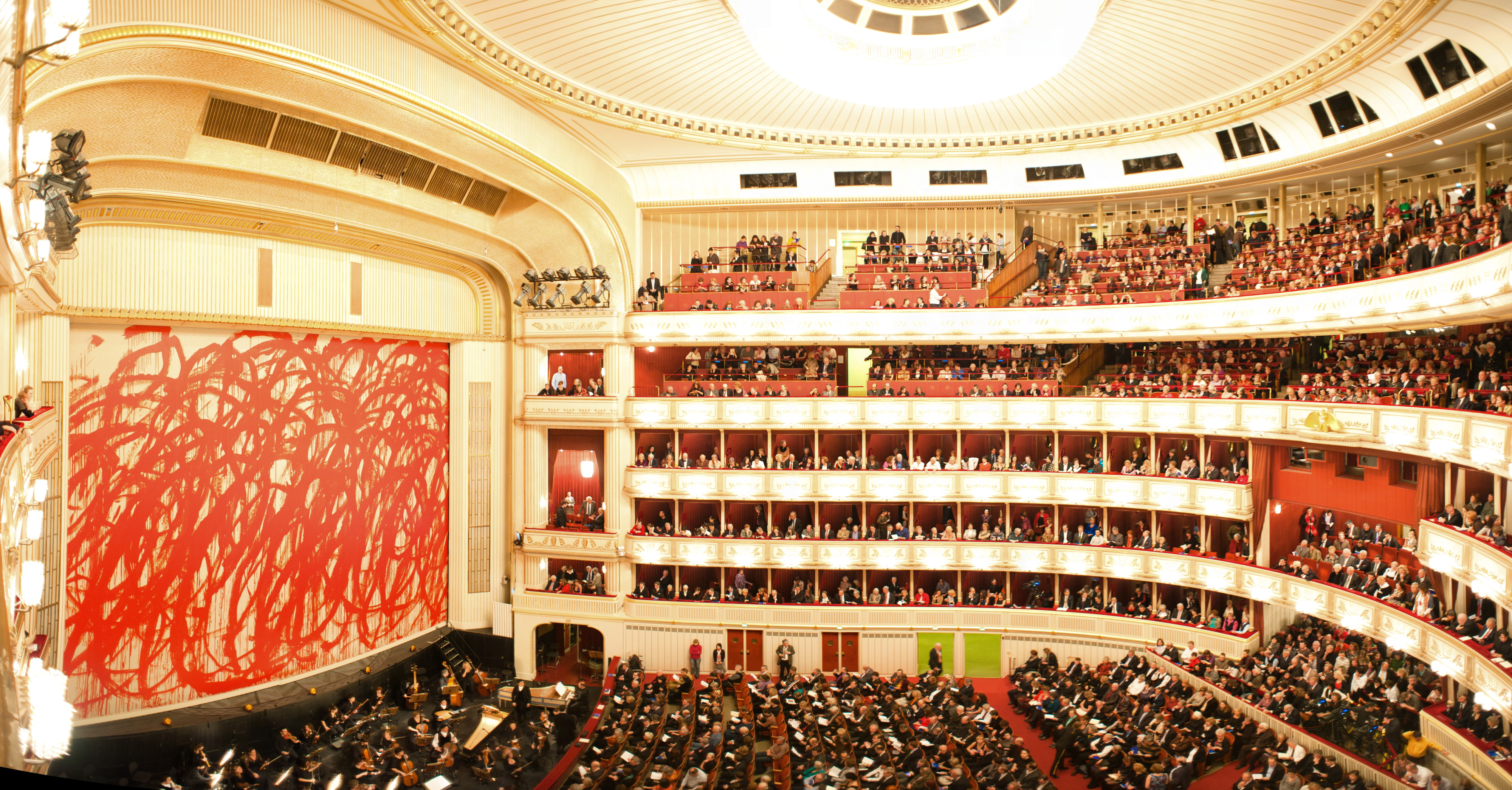
Wnętrze Opery Wiedeńskiej
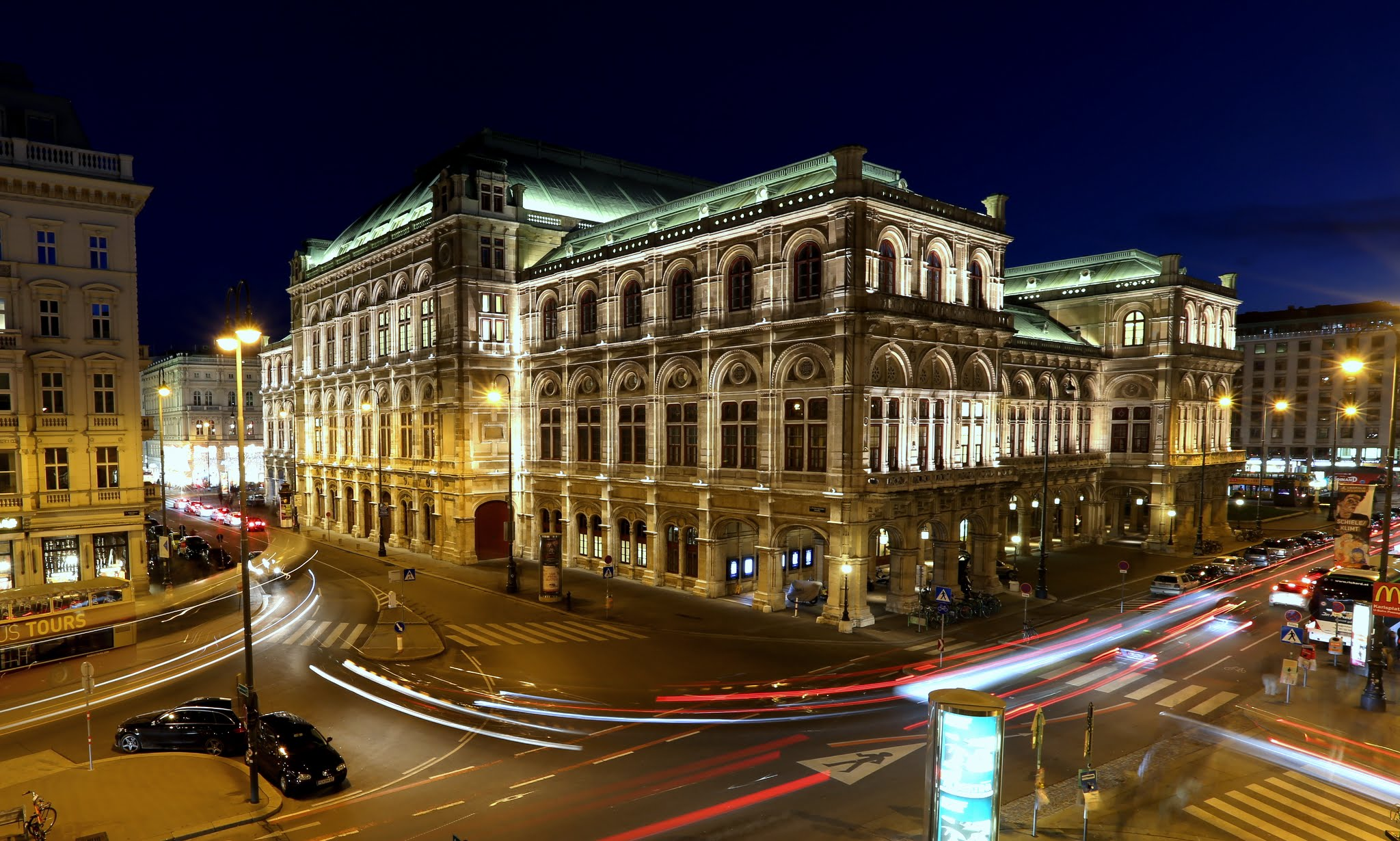
Wiedeńska Opera Państwowa, widok z Augustinerbastei (w pobliżu muzeum Albertina)